# باستر ماتيس
باستر ماتيس (بالإنجليزية: Buster Mathis)‏ مواليد 11 يونيو 1943 في سليدج - الوفاة 6 سبتمبر 1995 في ميشيغان، كان ملاكم أمريكي سابق صنّف ضمن فئة الوزن الثقيل.

## حياته المهنيه
أصبح باستر ماتيس مصارع محترف في يونيو من عام 1965 خلال الجولة الثانية عندما قام بضربته القاضية التي قادته إلى الفوز على منازلة بوب ماينارد.

## إحصائيات
خاض خلال مسيرته 34 نزالا، فاز في 30 وتعادل في 0 وخسر في 4. فاز بالضربة القاضية في 21 نزالا.

## روابط خارجية
- باستر ماتيس على موقع بوكس ريك (الإنجليزية) (registration required)